# Lise Meitner
Lise Meitner (Vienna, 7 novembre 1878 – Cambridge, 27 ottobre 1968) è stata una fisica austriaca naturalizzata svedese.

È conosciuta per i suoi lavori sulla radioattività e la fisica nucleare. I suoi lavori furono decisivi per la spiegazione teorica della fissione nucleare e la scoperta del protoattinio. Albert Einstein la definì la Marie Curie tedesca.
Nonostante il ruolo essenziale da lei svolto nella scoperta della fissione nucleare, il premio Nobel per la chimica fu attribuito esclusivamente ad Otto Hahn nel 1944.

## Biografia

### Scuola e studi
Lise Meitner era la terza figlia dell'avvocato ebreo Philipp Meitner e di Hedwig Meitner-Skovran. La sorella Carola sposò lo psicologo Rudolf Allers. Come era solito negli ambienti dell'alta borghesia, non venne educata secondo la fede ebraica, ma secondo quella protestante. Concluse i suoi studi alle scuole medie, poiché le ragazze non erano ammesse nei licei. In seguito sostenne l'esame da insegnante di francese. Inoltre, si preparò da autodidatta alla maturità, diplomandosi nel 1901, all'età di 22 anni, presso l'Akademisches Gymnasium di Vienna.
Questo le permise di iniziare nello stesso anno gli studi di fisica, matematica e filosofia all'Università di Vienna. Il suo professore più autorevole fu il fisico teorico Ludwig Boltzmann. Già nei primi anni dei suoi studi si occupò dei problemi della radioattività. Con la sua tesi Wärmeleitung in inhomogeen Stoffen (Conduzione termica in materie eterogenee), fu, nel 1906, la prima donna a conseguire il dottorato di fisica all'università di Vienna. Subito dopo la laurea fece domanda per un incarico presso il prestigioso Istituto del radio di Parigi, dove lavorava Marie Curie, incarico che però non riuscì a ottenere. Il dottorato le permise comunque di essere accolta nell'Istituto di fisica teorica di Vienna.

### Ricerca a Berlino
Nel 1907 si trasferì a Berlino per proseguire i suoi studi, principalmente per seguire le lezioni di Max Planck. Fu nella capitale tedesca che incontrò il giovane chimico Otto Hahn, con il quale iniziò una collaborazione che sarebbe durata trent'anni. Lavorava nel laboratorio di Hahn come "ospite non pagato". Il laboratorio era un locale originariamente previsto per lavori di falegnameria, situato nelle cantine dell'istituto di chimica dell'università berlinese. Dato che a quell'epoca in Prussia le donne non erano ammesse all'università, Meitner doveva entrare dalla porta di servizio e non poteva accedere alle aule e ai laboratori degli studenti. Il divieto venne annullato solo nel 1909, quando venne ufficialmente permesso alle donne di studiare. Nel 1908 entrò a far parte della chiesa protestante.

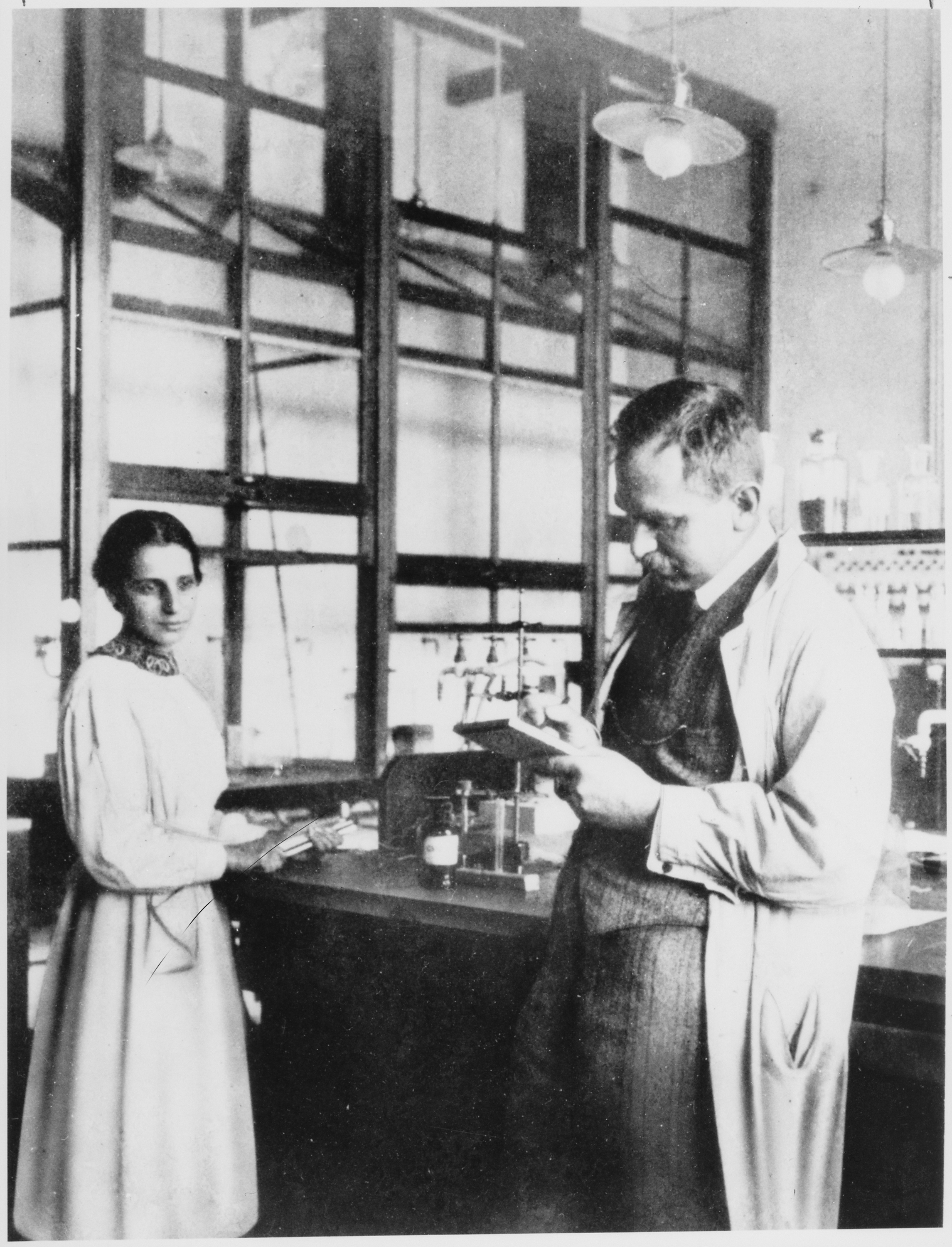
Lise Meitner insieme a Otto Hahn in laboratorio nel 1913

Nel 1909 Meitner e Hahn riuscirono a dimostrare e spiegare il fenomeno del "rinculo atomico", scoperto nel 1904 dalla fisica Harriet Brooks. Negli anni seguenti scoprirono inoltre diversi nuclidi radioattivi. Grazie a questi importanti contributi, Lise Meitner divenne nota nel mondo della fisica, entrando in contatto, fra gli altri, con Albert Einstein e Marie Curie. Dal 1912 al 1915 lavorò come assistente non ufficiale di Max Planck. Nel 1912 le condizioni di lavoro di Hahn e Meitner migliorarono, dopo che ebbero lasciato il laboratorio nei sotterranei dell'istituto di chimica, a causa del livello di radiazioni troppo elevato, e si trasferirono in un nuovo istituto creato appositamente per lo sviluppo delle scienze legate alla radioattività, potendo continuare le loro ricerche nella sezione di radioattività, fondata da Hahn nel nuovo istituto di chimica della "Kaiser-Wilhelm-Gesellschaft" (oggi istituto della Freie Universität Berlin). Fino al 1913 Lise Meitner continuò a lavorare gratuitamente, ma in quell'anno divenne finalmente membro scientifico retribuito del Kaiser-Wilhelm-Institut für Chemie. Durante la prima guerra mondiale lavorò come infermiera di radiologia per l'esercito austriaco in un ospedale militare del fronte orientale, mentre Otto Hahn era stato chiamato a partecipare ai progetti di ricerca sui gas asfissianti.
A partire dal 1917, mentre Hahn era ancora impegnato al fronte, Lise Meitner cominciò le ricerche che la condussero alla scoperta dell'isotopo con peso atomico 231 del protoattinio (Pa 91), l'isotopo avente la emivita maggiore (32 760 anni). L'elemento Protoattinio era stato scoperto nel 1913 da Kasimir Fajans e O. H. Göhring. Nel 1918 Meitner ottenne per la prima volta una propria sezione di fisica nucleare, con uno stipendio adeguato da caporeparto. Nel 1922 conseguì la libera docenza e nel 1926 divenne professoressa fuori organico di fisica nucleare sperimentale all'università di Berlino.

### Lo sviluppo della fissione nucleare
Nel 1933, a causa delle sue origini ebraiche, le venne ritirato il permesso d'insegnamento. Poteva però continuare il suo lavoro agli esperimenti di irradiazione mediante neutroni con Otto Hahn al Kaiser-Wilhelm-Institut, che non era direttamente controllato dallo Stato. Ma con l'annessione dell'Austria alla Germania nazista nel 1938, Lise Meitner divenne cittadina tedesca e, in quanto ebrea, anche se convertita al protestantesimo, non era più tollerata come caporeparto all'istituto di chimica; ormai la sua vita era in pericolo. In fuga dai nazisti, attraversò l'Olanda e la Danimarca, si rifugiò in Svezia, dove continuò le sue ricerche fino al 1946 all'istituto Nobel. Hahn e Meitner mantennero comunque una corrispondenza epistolare. Il 19 dicembre del 1938 Hahn le descrisse uno strano fenomeno che aveva scoperto insieme al suo giovane collega Fritz Strassmann, irradiando nuclei di uranio con neutroni lenti per esaminarne i prodotti risultanti, e che, in quella lettera, aveva definito come "scoppiare" (Zerplatzen):
« [...] Forse lei riuscirebbe a suggerire una qualche soluzione fuori dall'ordinario. È chiaro che (l'uranio) non può scomporsi in nuclei di bario (...), provi quindi a pensare a un'altra possibilità. Isotopo di bario dal peso atomico molto superiore a 137? Se ha una qualche idea pubblicabile, tutti e tre noi figureremmo insieme in questo lavoro.»
In un primo tempo anche Meitner fu altrettanto sconcertata da quei risultati:
«I vostri risultati sono davvero sorprendenti: un procedimento che usa neutroni lenti e dà come risultato il bario! [...] Credo che per il momento l'ipotesi di una rottura tanto estesa sia difficile da accettare, ma la fisica nucleare ci ha riservato tante di quelle sorprese che di niente si può dire con certezza che sia impossibile.»
Due mesi dopo, l'11 febbraio 1939, Lise Meitner pubblicò, insieme a suo nipote Otto Robert Frisch, sulla rivista Nature, un articolo in forma di lettera di sole due pagine intitolato Disintegration of Uranium by Neutrons: a New Type of Nuclear Reaction, nel quale si ponevano le basi teoriche per lo sviluppo della fissione nucleare. La possibilità che i nuclei di uranio potessero spezzarsi per effetto di un bombardamento di neutroni era stata suggerita anni prima da Ida Noddack nel 1934.
Lise Meitner ha avuto l'idea della fissione durante una passeggiata nei boschi della Svezia meridionale, discutendone con il nipote Otto Frisch, giovane fisico nucleare esule da Vienna e attivo nell'Istituto di Niels Bohr a Copenaghen: i due frammenti (nuclei) che risultano dalla fissione hanno una massa inferiore del nucleo di uranio di partenza. Con questa differenza di massa, Lise Meitner, utilizzando la nota formula di Einstein della teoria della relatività E=mc², calcolò l'energia liberata durante la fissione. Il risultato che ottenne era di circa 200 milioni di elettronvolt per ogni nucleo scisso. Con questo decisivo calcolo Lise Meitner pose le fondamenta per lo sviluppo sperimentale della fissione nucleare, per il suo futuro uso bellico (armi nucleari) e per quello pacifico (energia nucleare). Pochi giorni dopo la scoperta, Otto Frisch ritornò a Copenaghen e raccontò della scoperta a Niels Bohr, in partenza per un congresso negli Stati Uniti, il quale reagì esclamando con entusiasmo: «Che idioti siamo stati tutti quanti! È fantastico! Deve essere proprio così!»

### Dopo il 1945
Da pacifista convinta, Meitner si rifiutò di accettare incarichi di ricerca per la costruzione di una bomba atomica, nonostante le ripetute richieste dagli Stati Uniti, dichiarando: "Non avrò nulla a che fare con una bomba" . Preferì rimanere in Svezia durante la guerra.
Otto Hahn ricevette nel 1945 il premio Nobel per la chimica relativo all'anno 1944, mentre di Lise Meitner non venne tenuto conto, né il suo nome venne menzionato dall'ex collega durante la premiazione. Neanche negli anni seguenti avrebbe ottenuto questo onore. Il fisico olandese Dirk Coster, il quale aveva aiutato Lise Meitner nella sua fuga nel 1938, le scrisse in occasione del conferimento del premio Nobel: «Otto Hahn, il premio Nobel! Se l'è certamente meritato. Però è peccato che io l'abbia rapita da Berlino nel 1938 [...] Altrimenti ci sarebbe stata anche Lei. Sarebbe certamente stato più giusto.»
Invece venne festeggiata come "madre della bomba atomica" e "donna dell'anno" durante un suo viaggio per dare lezioni negli USA nel 1946, l'anno dopo il lancio delle prime bombe atomiche su Hiroshima e Nagasaki. Dal 1947 Lise Meitner fu a capo della sezione di fisica nucleare dell'istituto di fisica del politecnico di Stoccolma e professoressa ospite di diverse università degli Stati Uniti.
Nel 1960 Lise Meitner andò a vivere presso suo nipote a Cambridge, dove passò gli ultimi otto anni della sua vita. Fino alla sua morte, all'età di ottantanove anni, si impegnò per l'uso pacifico della fissione nucleare. Lise Meitner morì il 27 ottobre 1968, lo stesso anno in cui morì Otto Hahn. Volle essere sepolta a Bramley nello Hampshire accanto alla tomba del fratello minore Walter. Suo nipote Otto Robert Frisch dettò l'epitaffio: «Lisa Meitner, una fisica che non perse mai la sua umanità»

## Opere

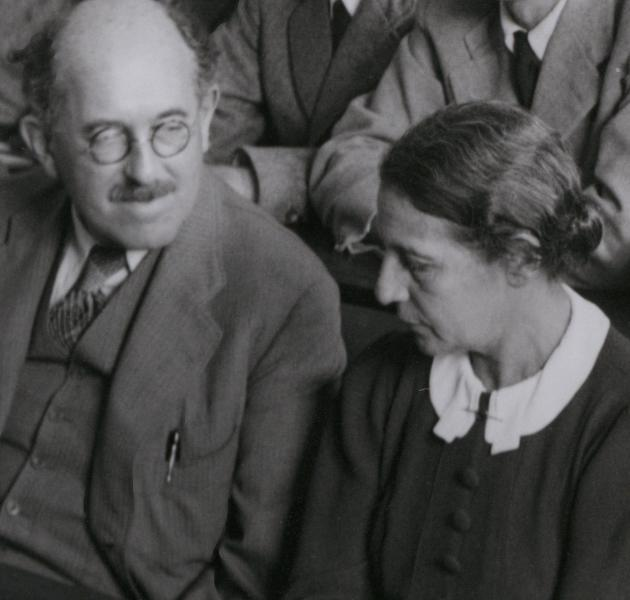
Otto Stern e Lise Meitner (1937)

L'opera di Lise Meitner spesso viene ridotta alla scoperta delle basi della fissione nucleare, fondamentale per lo sviluppo della tecnologia della fissione, che pochi anni dopo la pubblicazione risultò utile nella costruzione della bomba atomica. Inoltre, le sue teorie resero possibile l'uso pacifico dell'energia nucleare. Lise Meitner osservava questi sviluppi con occhio critico, in modo simile al suo collega Otto Hahn e altri pionieri della fisica nucleare come per esempio Albert Einstein.
Oltre a queste opere Lise Meitner in primis aumentò le conoscenze sulla natura della radioattività. La maggior parte delle sue opere erano ricerche sulla radioattività, in particolare la radiazione alfa e beta. In queste si concentrava sugli effetti della radiazione su diversi materiali, giungendo così infine alla fissione nucleare. Scoprì insieme a Otto Hahn diversi isotopi radioattivi, fra cui il protoattinio 231, l'attinio C e il torio D.
Lise Meitner apportò contributi essenziali anche riguardo alla struttura dei nuclei atomici e la liberazione di energia durante il decadimento radioattivo. Insieme a Otto Frisch pubblicò una serie di opere che spiegano le basi della fisica nucleare. Inoltre, in particolare dopo il 1945 si concentrò sempre di più su questioni sociali della fisica nucleare, mettendo in dubbio lo sviluppo delle armi nucleari e l'uso dell'energia nucleare.
Amava la natura, e per meditare su problemi teorici si ritirava volentieri nel bosco. A parte le sue ricerche, si impegnò per la pace, l'uso prudente dell'energia nucleare. Disse di sé:

## Premi
Fino alla sua morte Lise Meitner ebbe ventuno premi scientifici e pubblici per la sua opera e vita. Nel 1947 ricevette il premio per la scienza della città di Vienna. Fu la prima donna membro della classe delle scienze naturali dell'accademia delle scienze e dottore honoris causa di diverse università. Nel 1949 le fu conferita la Max-Planck-Medaille, e nel 1966 il premio "Enrico Fermi". L'elemento chimico Meitnerio porta questo nome in suo onore, come l'Hahn-Meitner-Institut di Berlino.
Nonostante fosse stata candidata tre volte per il premio Nobel, e nominata per ben 49 volte, non le venne mai conferito, dato che per via della sua fuga non aveva potuto continuare a collaborare alle ricerche di Hahn, premiato nel 1944 per la scoperta della fissione nucleare.

## Pubblicazioni (parziale)
Lise Meitner pubblicò 169 opere, fra le quali la seguente selezione:
- 1906: Wärmeleitung in inhomogenen Körpern (conduzione termica in materie eterogenee)
- 1907: Über die Absorption von α- und β-Strahlen (sull'assorbimento dei raggi alfa e beta)
- 1918: Die Muttersubstanz des Actiniums, ein neues radioaktives Element von langer Lebensdauer (la sostanza madre dell'attinio, un nuovo elemento radioattivo di lunga durata; insieme a Otto Hahn)
- 1919: Über das Protactinium und die Frage nach der Möglichkeit seiner Herstellung als chemisches Element (sul protoattinio e la questione della possibilità della sua produzione come elemento chimico)
- 1922: Über der Entstehung der Betastrahl-Spektren radioaktiver Substanzen (sull'origine degli spettri dei raggi beta di sostanze radioattive)
- 1924: Über den Aufbau des Atominneren (sulla struttura dell'interno degli atomi)
- 1927: Der Zusammenhang von α- und β-Strahlen (la relazione fra i raggi alfa e beta)
- 1935: Der Aufbau der Atomkerne (la struttura del nucleo degli atomi; insieme a O. Frisch)
- 1939: Disintegration of uranium by neutrons: a new type of nuclear reaction (insieme a O. Frisch)
- 1954: Atomenergie und Frieden (energia nucleare e pace)
- 1960: The Status of Women in the Professions
- 1963: Wege und Irrwege der Kernenergie (vie e false strade dell'energia nucleare)